# Santi Ricart i Pastor
Santi Ricart i Pastor (Vic, 18 de maig de 1968) és un actor de teatre, cinema, televisió i doblatge català. Tot i ser format a l'Institut del Teatre, va començar del molt jovenet el seu Vic natal. Des dels principis dels anys noranta és una habitual dels escenaris catalans, ha treballat amb directors com Fabià Puigserver, Adolfo Marsillach, Calixto Bieito, Àlex Rigola entre d'altres. Va agafar popularitat a la televisió amb series de Tv3 com Zoo i Infidels, etc. Actualment el podem veure a la sèrie diària de Tv3 Com si fos ahir, en el paper de Pep. També ha col·laborat a pel·lícules com el Virus de la Por i Barcelona, nit d'estiu. Viu a Sabadell des de fa molts anys.

## Filmografia
| - Chatarra dir Félix Rotaeta 1991 - Aquesta nit o mai dir Ventura Pons 1992 - Lola vende cá dir Llorenç Soler 2002 - Las voces de la noche dir Salvador García Ruiz 2008 - Barcelona, nit d'estiu dir Dani de la Orden 2013 - L'assaig dir Lluís Baulida 2015 - El virus de la por, dir. Ventura Pons, 2015 | - Quico 1993 - Arnau 1994 - Sitges 1996 - Estació d'enllaç 1996 - Nissaga l'Herència 1999 - Mirall trencat 2002 - Jet Lag 2002 - Hospital Central 2010 - Angels i Sants 2006 - Zoo 2008 - Infidels 2010 - Nit i dia 2015 - La Riera 2016 - Com si fos ahir 2017 |